# Le Disney Channel
Pour la chaîne française, voir Disney Channel (France).
Le Disney Channel est une émission de télévision française pour la jeunesse de Gérard Jourd'hui, diffusée du 26 janvier 1985 au 31 décembre 1988 sur FR3. En sa période finale, l'émission est aussi diffusée sur Le Canal Famille au Québec. Cette émission reprend certains programmes de la chaîne américaine Disney Channel, qui n'arrivera en France qu'en mars 1997.

## Histoire

Logo de la chaîne The Disney Channel aux États-Unis (12 février 1986-6 avril 1997).

En France, les émissions Disney se limitent longtemps à quelques émissions événementielles présentant des extraits de films comme : L'Ami public numéro un (1961-1978, RTF, ORTF, TF1), SVP Disney (1964-1986, ORTF, Antenne 2), Disney Dimanche (1979-1987, Antenne 2), Salut les Mickey (1983, TF1). Cependant, certaines productions télévisées de Disney seront remontées pour sortir en salles: Davy Crockett, roi des trappeurs, Le Justicier aux deux visages, et Signé Zorro. Il faut attendre le milieu des années 1980 pour que démarre la première émission régulière diffusant des programmes issus de The Wonderful World of Disney : Le Disney Channel.
Le Disney Channel démarre sur FR3 le samedi 26 janvier 1985. Il s'agit d'une émission familiale créée et produite par Dominique Bigle qui dirige à l'époque Walt Disney TV et Vidéo Europe. Il confie l'émission à Gérard Jourd'hui, producteur de La Dernière Séance. 
En 1985, Le Disney Channel est récompensé par le 7 d'or de la meilleure émission pour la jeunesse.
L'habillage et la programmation de l'émission sont empruntés à la chaîne américaine Disney Channel USA. De 1985 à 1988 sur FR3 sont diffusées principalement des séries des années 1960-1970 : Davy Crockett, L'Épouvantail, Le Renard des marais, Gallegher, etc. Il faudra attendre 1987 pour que l'émission propose des séries plus récentes.

## Saisons
Le tableau suivant réunit les saisons, les périodes, les animateurs, les versions du décor et les périodes :
| Saison   | Durée                                 | Animateurs                                        |
| -------- | ------------------------------------- | ------------------------------------------------- |
| Saison 1 | 26 janvier 1985 - 30 juin 1985        | Guy Montagné (voix de Donald Duck) Vincent Perrot |
| Saison 2 | 1er septembre 1985 - 30 juin 1986     | Guy Montagné (voix de Donald Duck) Vincent Perrot |
| Saison 3 | 1er septembre 1986 - 31 août 1987     | Guy Montagné (voix de Donald Duck) Vincent Perrot |
| Saison 4 | 1er septembre 1987 - 31 août 1988     | Guy Montagné (voix de Donald Duck) Vincent Perrot |
| Saison 5 | 1er septembre 1988 - 31 décembre 1988 | Vincent Perrot                                    |

### Première saison
L'émission, présentée par Donald Duck (auquel Guy Montagné prête sa voix) proposait à partir de 20 h 05 : Les Aventures de Winnie l'ourson présentées par Jean Rochefort, rediffusées le lendemain matin vers 9 h, puis à 20 h 30 des cartoons Disney, Zorro, Donald Duck présente, Disney Souvenirs, D-TV et Davy Crockett.

### Seconde saison
L'émission, présentée par Donald Duck proposait à partir de 20 h 05 : Les Aventures de Winnie l'ourson présentées par Jean Rochefort, rediffusées le lendemain matin vers 9 h, puis à 20 h 30 des cartoons Disney, Zorro, puis Davy Crockett, Kit Carson, Donald Duck présente, Disney Souvenirs et D-TV.

### Troisième saison
En septembre 1986, de nouveaux programmes annexes arrivent avec Les Après-midi du Disney Channel rebaptisé ensuite Mickey, Donald et Compagnie, sur FR3 chaque mardi puis chaque lundi vers 17 h dans l'unité jeunesse Amuse 3, avec au programme : Les Merveilles de la Nature et Les Gummi.
En janvier 1987, de nouvelles séries sont programmées avec notamment : Kit Carson, Gallegher, L'Épouvantail, Elfego Baca, et Le Renard des marais.

### Quatrième saison
À partir de septembre 1987, Les Aventures de Winnie l'ourson, après avoir connu un passage à 19 h 35 durant l'été, cèdent leur place à l'émission humoristique de Fabrice La Classe et ne sont diffusées que le dimanche matin aux alentours de 8 h 30. À 20 h 35, l'émission propose la série Texas John Slaughter.

### Cinquième et dernière saison
Début janvier, l'émission subit un nouveau lifting (nouveau générique, nouveau jingle), puis surtout une nouvelle formule. Présentée désormais par le jeune Vincent Perrot, l'émission est diffusée en deux parties chaque samedi. La première partie de 17 h à 19 h, puis la seconde partie diffusée aux alentours de 20 h 35, après le 19/20 de l'information et La Classe. Le lundi après-midi vers 17 h 30, l'émission Mickey, Donald et Compagnie, est toujours diffusée dans l'émission jeunesse Amuse3, et le mercredi matin, vers 10 h, c'est la rediffusion d'un Disney Channel de l'année 1987. En 1988, l'émission Le Disney Channel est donc diffusée en deux parties. La première à partir de 17 h, et la deuxième à partir de 20 h 35 sur FR3.
La première partie est créée dans le but de concurrencer une autre émission jeunesse, présente également le samedi après-midi à 17 h, sur la chaîne privée la Cinq : Youpi ! L'école est finie. La série Les Aventures de Winnie l'ourson est désormais diffusée dans la première partie du Disney Channel à 17 h 5, suivie d'un Festival de dessins animés classiques, de la Minute Disney présentant un grand chef-d'œuvre des studios Walt Disney, et d'une série, Diligence Express. Puis, pour la seconde partie, Vincent Perrot présentait entre deux cartoons Disney : La Bande à Picsou, suivi de la série Le Chevalier Lumière, remplacé le 18 juin 1988 par Super Flics. La seconde débutait à 20 h 40 et était l'occasion de voir et revoir de nombreuses séries télévisées des studios Disney. Ces séries étaient suivis de la séquence Bon week-end Mickey dans laquelle était diffusé un dessin animé de Mickey, Donald ou Dingo (par exemple, le samedi 26 novembre 1988 fut diffusé, dans l'ordre, Picsouillon de La Bande à Picsou, Automne (une Silly Symphony), Un curieux amnésique de Super Flics et Donald et le Gorille).
Le 20 novembre 1988. Vincent Perrot présente une émission spéciale consacrée aux 60 ans de Mickey.
L'émission Le Disney Channel s'arrête le 31 décembre 1988, remplacée par Samdynamite. Pourtant l'émission atteignait des bons scores sur FR3, mais Disney voulant imposer ses programmes à FR3, la chaîne refuse et le contrat n'est pas renouvelé. Disney signe finalement avec TF1 (qui, par coïncidence, le réseau qui a mis fin au contrat de Disney, FR3, devait être privatisé en un organisme privé, mais la décision finale a été celle de TF1[pas clair]). La chaîne privée de Bouygues leur propose plusieurs émissions : le Club Dorothée, avec Spécial Disney ainsi que Disney Parade proposé par Gérard Louvin et présenté par Jean-Pierre Foucault. Lors de la dernière semaine de décembre 1988, TF1 propose déjà deux émissions Disney. Le dimanche 25 décembre, Dorothée souhaite un bon anniversaire à Mickey avec Joyeux anniversaire, Mickey. Quant à Jean-Pierre Foucault, il présente une émission spéciale à Disney World, le jeudi 29 décembre à 20 h 35. Spécial Disney débute le 1er janvier 1989 à 8 h dans Le Club Dorothée et l'après-midi, c'est au tour de Disney Parade avec Jean-Pierre Foucault et Pilou en direct de la maison de Mickey. L'émission du matin de Dorothée sera remplacée dès 1990 par le Disney Club.

## Programmation

### Séries d'animation
- I'm No Fool
- Zorro (78 épisodes du 26 janvier 1985 au 13 décembre 1986)
- Les Aventures de Winnie l'ourson
- Davy Crockett
- Kit Carson
- Les Gummi
- Gallegher
- L'Épouvantail
- Elfego Baca
- Le Renard des marais
- Texas John Slaughter
- Le Chevalier lumière
- Diligence Express
- La Bande à Picsou
- Super Flics

## Générique
Le générique du Disney Channel est un arrangement instrumental de la chanson Zip a Dee Doo Dah, tirée du film Mélodie du Sud, sorti en 1946.